# Village Mall
Village Mall, estilizado como VillageMall, é um centro comercial de luxo situado na Avenida das Américas, no bairro da Barra da Tijuca, na cidade do Rio de Janeiro, que foi inaugurado em dezembro de 2012. O shopping faz parte do complexo Barra Shopping (que também inclui o New York City Center, o Centro Comercial do BarraShopping). Foi construído em um dos últimos terrenos livres da Avenida das Américas, no número 3.900, entre o supermercado Wal-Mart e o Centro Empresarial Barra Shopping, ao qual é interligado. O projeto foi feito pela Multiplan e o investimento estimado foi de cerca de 500 milhões de reais.
Seu teatro, o Teatro Bradesco Village Mall, possui capacidade para 1.060 pessoas e cadeiras idênticas às do Carnegie Hall, famosa casa de shows de Nova York. O shopping também conta com quatro salas de cinema Cinemark Prime com tecnologia de última geração; uma área de 1500 m² para eventos, além de restaurantes no terraço com vista para a Lagoa da Tijuca. As 105 lojas – incluindo 8 âncoras e mega-lojas – são distribuídas em três pisos interligados por escadas rolantes e elevadores panorâmicos. Possui 1.700 vagas de estacionamento e 25,5 mil m² de área bruta locável (abl).
O jornal francês Le Figaro afirmou em sua edição de 27 de fevereiro de 2013 que o Rio de Janeiro havia entrado definitivamente no mercado de luxo mundial após a inauguração do Village Mall. O jornal também associa a construção do shopping à realização dos Jogos Olímpicos de Verão de 2016 e da Copa do Mundo FIFA de 2014 no Brasil. O shopping conta com lojas da Gucci, Louis Vuitton, Hugo Boss, Burberry, Cartier, Tiffany & Co., Prada, Emporio Armani, Carolina Herrera, Michael Kors, Apple, dentre outras.